# Ida Maria
Ida Maria (* 13. Juli 1984 in Nesna; vollständiger Name Ida Maria Børli Sivertsen) ist eine norwegische Rocksängerin.
Von ihren Eltern, einem Lehrerehepaar, hat Ida Maria die Musik mitbekommen: Ihr Vater ist Ska- und Jazzmusiker, ihre Mutter singt bei festlichen Anlässen. Sie spielte einige Male mit der Gitarre in der Band mit und trat mit 14 im örtlichen Pub auf. Mit 16 ging sie nach Bergen und später ins schwedische Uppsala, wo sie in einer vierköpfigen Band spielte.
2006 trat Ida Maria beim Talentwettbewerb Zoom Urørt des norwegischen Rundfunksenders NRK an und gewann. Dieser Erfolg verhalf ihr zu großer Popularität und ihr Debütalbum Fortress Round My Heart stieg im Mai 2008 auf Platz 5 der norwegischen Charts ein. Gleichzeitig bereitete sie ihre Karriere in England vor und spielte die Festivaltour, wo sie unter anderem auch in Glastonbury auftrat. Darauf schaffte sie im Sommer auch den Einstieg in die britischen Charts mit ihrer Single I Like You So Much Better When You’re Naked.
2008 wurde sie für das Album Fortress Round My Heart mit dem Spellemannprisen, dem wichtigsten norwegischen Musikpreis, als beste Newcomerin ausgezeichnet.

## Diskografie
Alben
- Fortress Round My Heart (2008)
- Katla (2010)
- Love Conquers All (2013)
- Scandalize My Name (2016)

EPs
- Accidental Happiness (2014)

Singles
- Oh My God
- Drive Away My Heart
- Stella
- Queen of the World
- I Like You So Much Better When You’re Naked